# Рубцовськ
Рубцо́вськ (рос. Рубцовск) — місто в Росії, адміністративний центр Рубцовського району та Рубцовського міського округу Алтайського краю, в минулому — великий машинобудівний центр Західного Сибіру.
Населення — 126 834 жителів (на 01.01.21), третє за величиною місто Алтайського краю. Загальна площа 8325 га.

## Історія
Заснований в 1886 році як селище Рубцово, проте роком заснування вважається 1892 рік, коли жителі отримали дозвіл на користування землею. Засновник — Михайло Рубцов, переселенець з Самарської губернії. В 1901 році Рубцовську було присвоєно статус селища, а в 1923 році Рубцовськ отримав статус повітового центру. В 1927 році поселення отримало статус міста.

## Економіка
За радянських часів в Рубцовську працювало багато промислових підприємств (машинобудівних, харчових, меблевих тощо). В даний час більшість машинобудівних підприємств простоюють або зовсім не працюють. Серед працюючих є «Хлібокомбінат», «Мельник», «Алтайвагон», «Рубцовський м'ясокомбінат».

## Населення
Більшість населення складають етнічні росіяни, проте є мігранти з Кавказу та Середньої Азії. Після 1991 року населення міста стрімко зменшується.
| Рік  | Чисельність |
| ---- | ----------- |
| 1939 | 18 000      |
| 1959 | 111 357     |
| 1970 | 144 951     |
| 1979 | 157 082     |
| 1989 | 171 792     |
| 2002 | 163 063     |
| 2010 | 147 008     |

## Відомі люди
- Горбачова Раїса (до шлюбу Титаренко; 1932, Рубцовськ — 1999, Мюнстер) — громадська діячка, член радянського Фонду культури, дружина Президента СРСР Горбачова Михайла Сергійовича.
- Павлов Олександр Анатолійович — заслужений діяч науки та техніки України, академік академії наук вищої школи України, доктор технічних наук, професор, декан Факультету інформатики та обчислювальної техніки(1995-2018), завідувач кафедрою автоматизованих систем обробки інформації та управління Національного технічного університету України «Київський політехнічний інститут», лауреат премії ім. В. М. Глушкова НАН України в галузі інформатики, директор Науково-дослідного інституту інформаційних процесів, голова комісії з комп'ютерних наук науково-методичної Ради Міністерства освіти і науки України, голова експертної ради державної акредитаційної комісії Міністерства освіти і науки України.

## Галерея

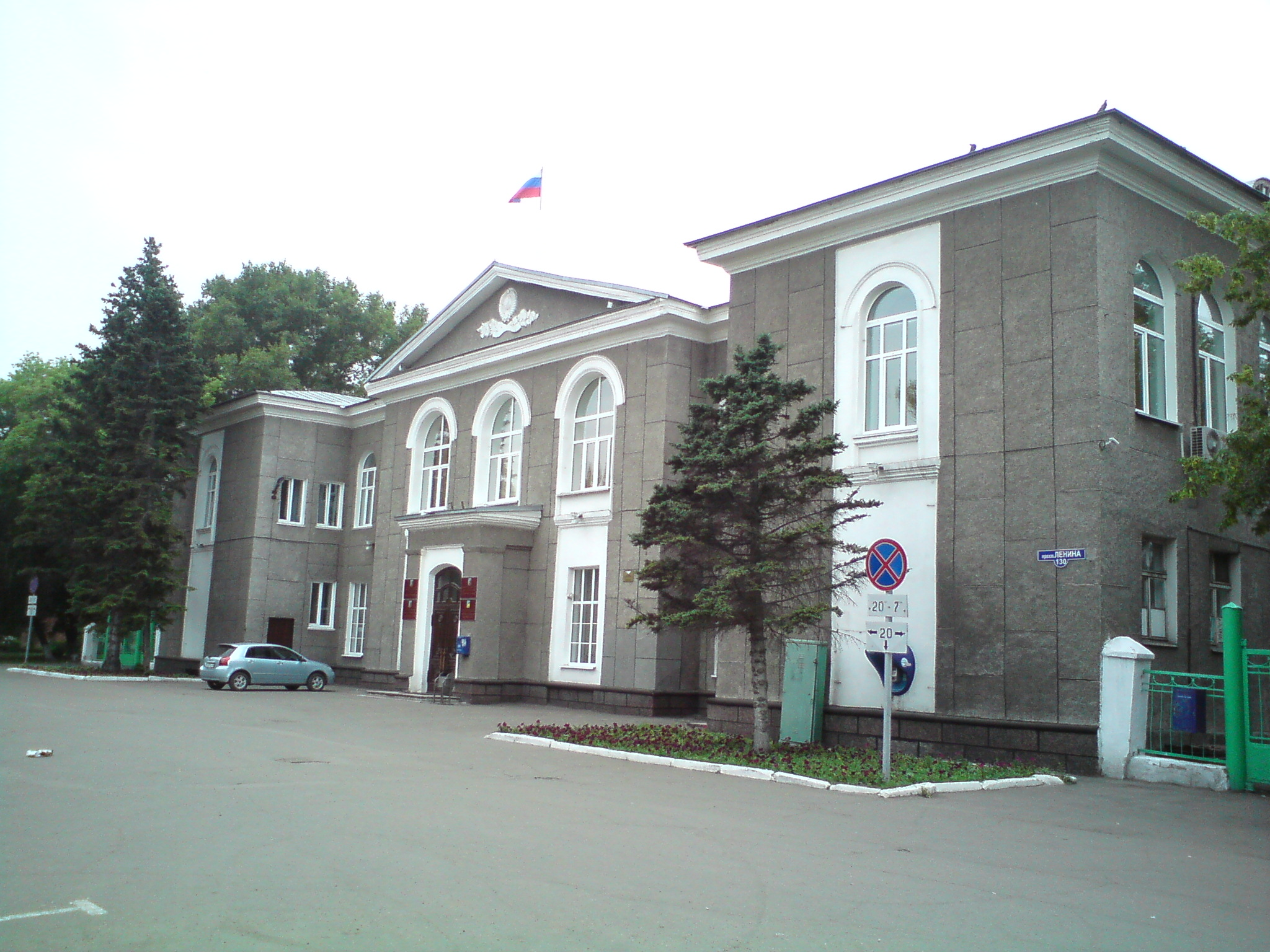
Адміністрація міста
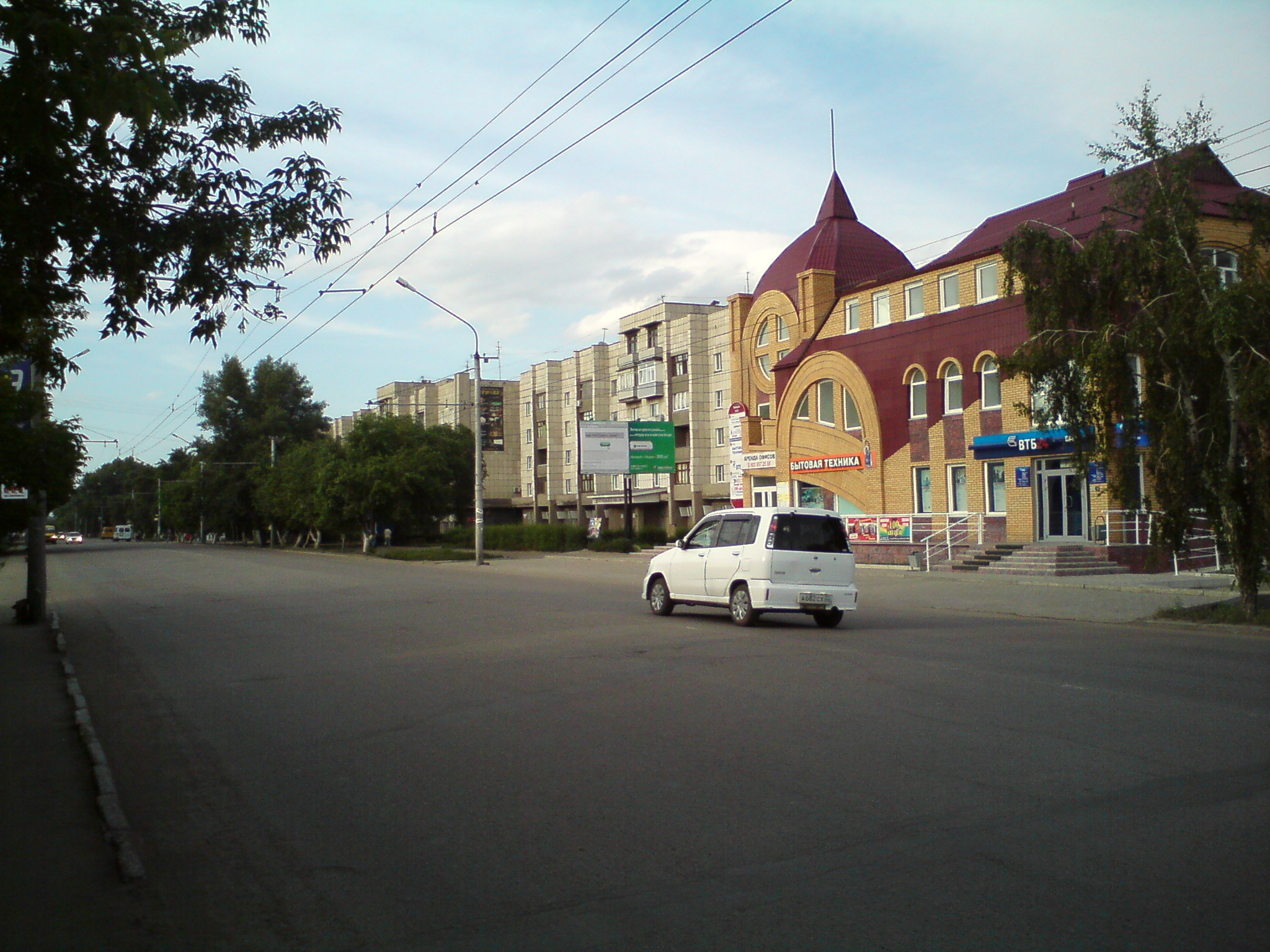
проспект Леніна
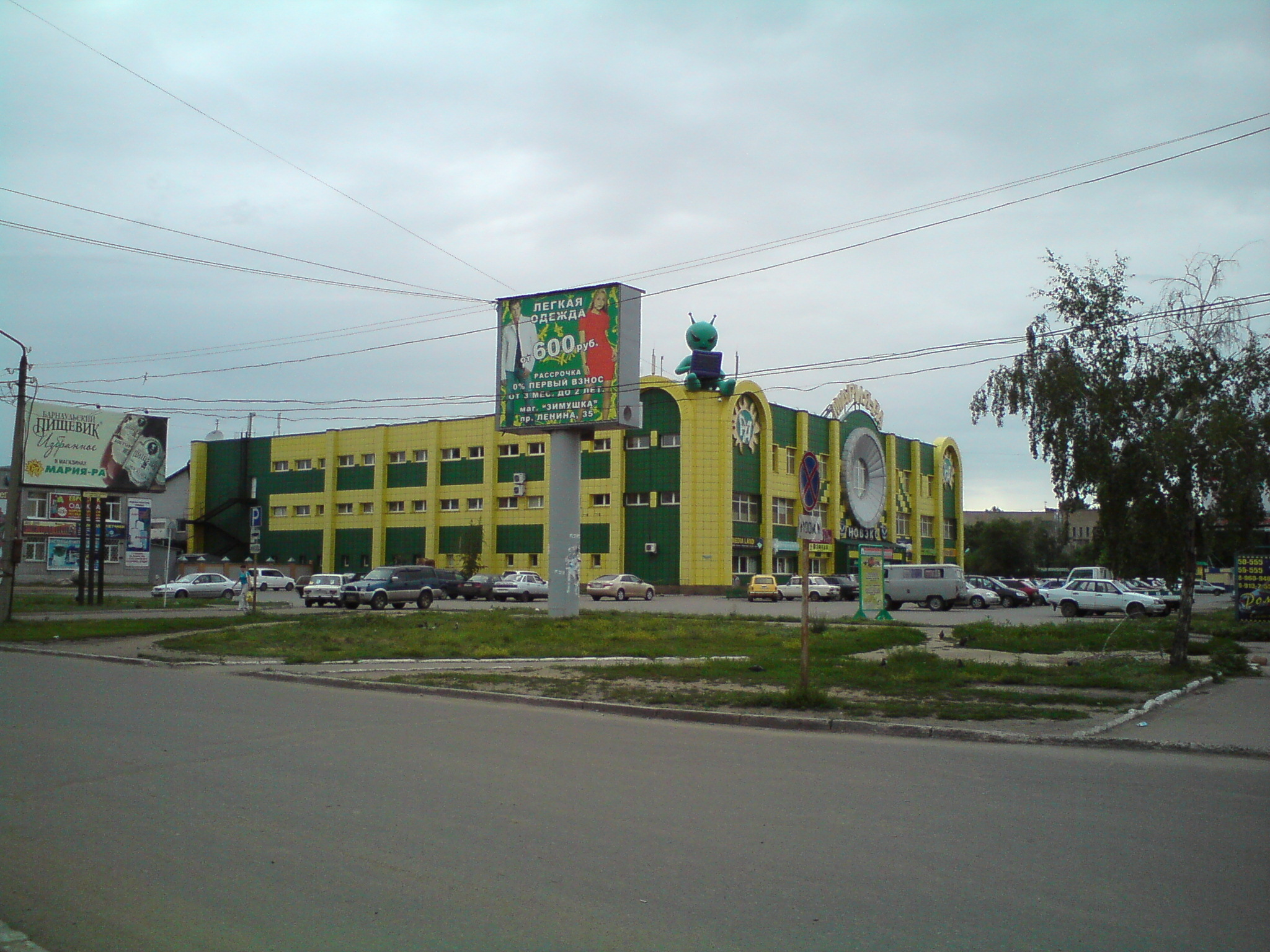
Центральний універмаг "Марія-Ра"
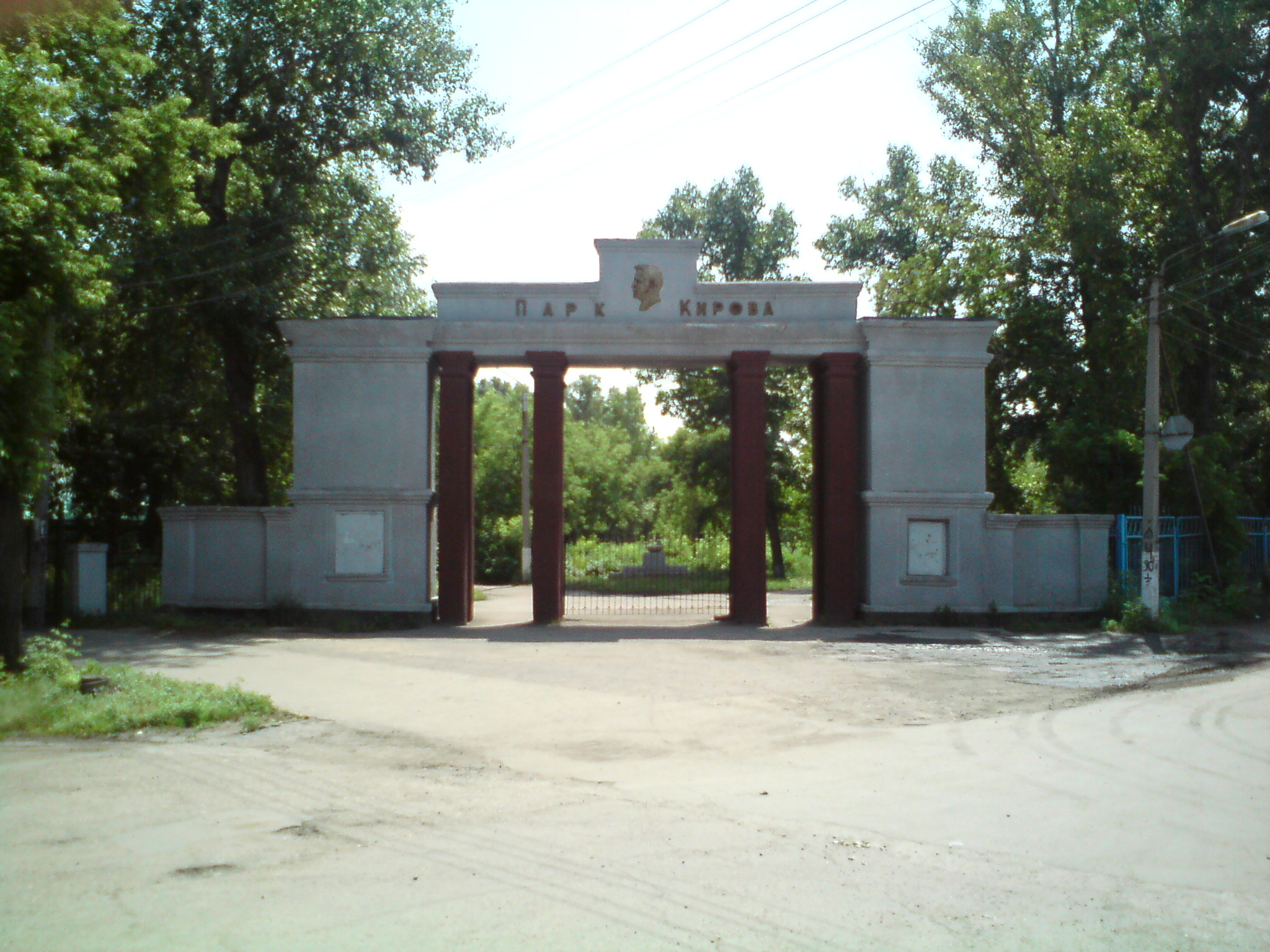
Парк Кірова